# Moisés (ur. 1996)
Moisés, właśc. Moisés Vieira da Veiga (ur. 2 września 1996 w Morro da Fumaça) – brazylijski piłkarz występujący na pozycji skrzydłowego lub ofensywnego pomocnika, od 2024 roku zawodnik Fortalezy.